# Selenia corearia
Selenia corearia är en fjärilsart som beskrevs av Eugen Wehrli. Selenia corearia ingår i släktet Selenia och familjen mätare. Inga underarter finns listade.